# Oulaya Amamra

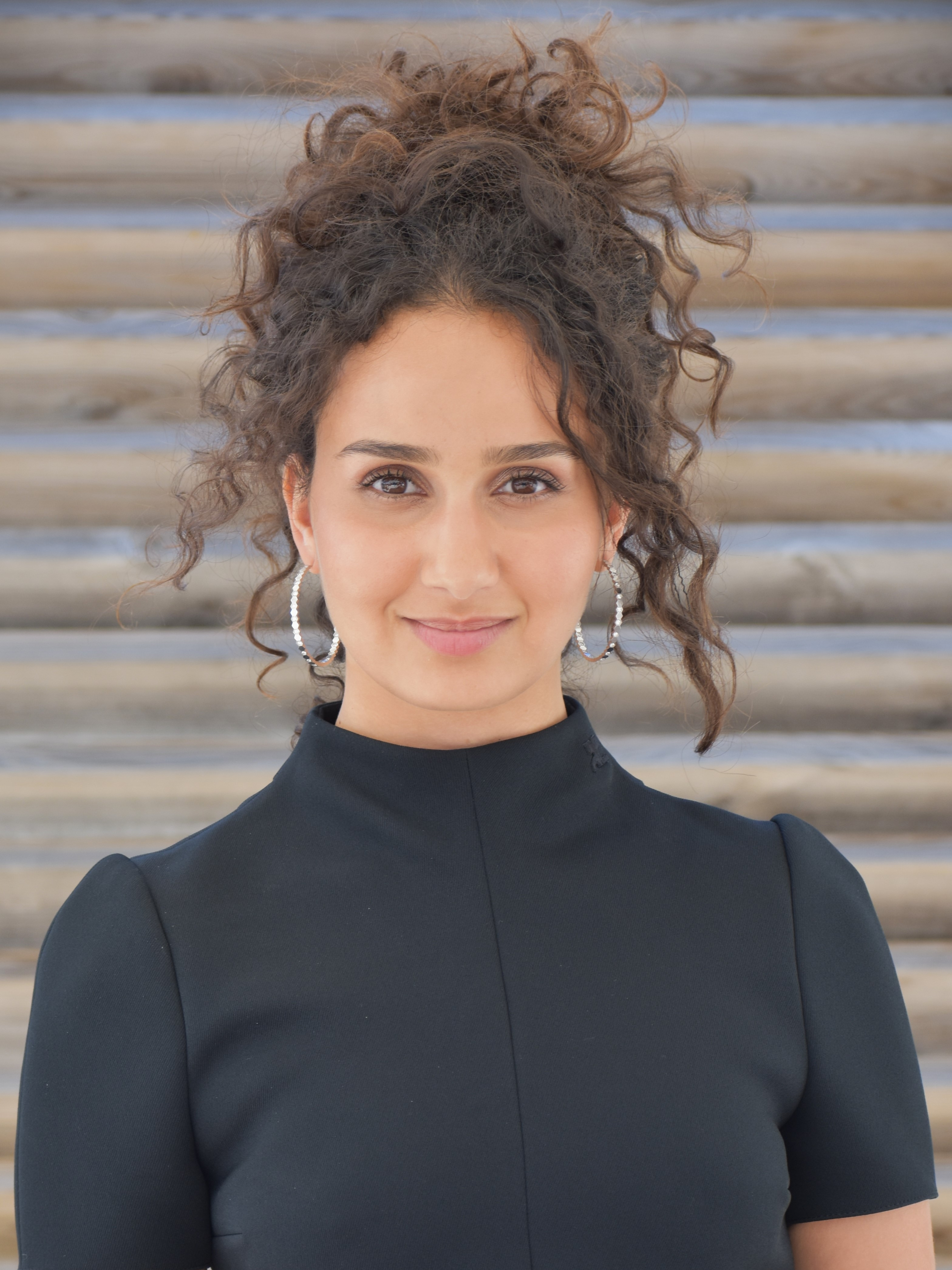
Oulaya Amamra (2024)

Oulaya Amamra (* 12. November 1996 in Viry-Châtillon) ist eine französische Schauspielerin.

## Leben
Amamra ist die jüngere Schwester der Regisseurin Houda Benyamina (* 1980). Sie besuchte zunächst eine katholische Privatschule und erlernte klassischen Tanz. Als ihre Schwester im Jahr 2006 den Verein 1000 Visages gründete, der die Diversität in der Filmkunst fördert und unter anderem Künstlern aus Randgruppen die Umsetzung ihrer Werke ermöglicht, half Amamra bei Dreharbeiten mit. Im Alter von 12 Jahren begann Amamra, Theater am MJC Jean Mermoz in ihrer Heimatstadt zu spielen und nahm an verschiedenen Castings teil. Sie trat in ersten Kurzfilmen auf, darunter Le commencement von Guillaume Tordjman, Belle gueule von Emma Benestan und Un métier bien von Farid Bentoumi. Im Fernsehmehrteiler Dreimal Manon übernahm sie 2014 die Rolle der rebellierenden Jugendlichen Yaël.
Benyamina besetzte Amamra 2014 in ihrem Mittellangfilm Ghetto Child, den sie gemeinsam mit Guillaume Tordjman realisierte. Ihren Durchbruch erlebte Amamra 2016 als rebellische Dounia im Film Divines, bei dem erneut Benyamina Regie führte. Amamra nahm im Vorfeld unter anderem Boxunterricht und änderte ihren Kleidungsstil, um der Figur näherzukommen. Sie setzte sich schließlich gegen 3000 Mitbewerberinnen durch und übernahm neben Déborah Lukumuena die Hauptrolle. Für ihre Darstellung der Dounia, die im Drogengeschäft groß rauskommen will, gewann Amamra 2017 einen César als Beste Nachwuchsdarstellerin und einen Prix Lumières, ebenfalls als Beste Nachwuchsdarstellerin.
Amamra studiert seit 2016 am Conservatoire d’art dramatique de Paris Schauspiel.

## Filmografie
- 2010: Fracture (TV)
- 2012: Le commencement (Kurzfilm)
- 2014: Dreimal Manon (3 x Manon) (TV-Mehrteiler)
- 2014: Ghetto Child
- 2015: Belle gueule (Kurzfilm)
- 2015: Un métier bien (Kurzfilm)
- 2015: L’orchestre des aveugles
- 2016: Mariam
- 2016: Divines
- 2016: Tamara
- 2017: Die Frau mit Vergangenheit (La bête curieuse) (TV)
- 2018: Die Welt gehört dir (Le Monde est à toi)
- 2019: Abschied von der Nacht (L’Adieu à la nuit)
- 2019: French Touch: Girls of Summer
- 2020: Vampires (Fernsehserie)
- 2020: Das Salz der Tränen (Le sel des larmes)
- 2021: Fragil (Fragile)
- 2022: Fumer fait tousser
- 2023: Divertimento – Ein Orchester für alle (Divertimento)
- 2024: Animale
- 2024: Toutes pour une